# Осичкин, Никита Григорьевич
Никита Григорьевич Осичкин (1861 — ?) — крестьянин, депутат Государственной думы II созыва от Тамбовской губернии.

## Биография
Крестьянин села Веряево Елатомского уезда Тамбовской губернии. Учился в начальном училище и окончил его. Основной доход получал от торговли, но также занимался земледелием, имея усадебную землю. Ко времени выборов в Государственную Думу оставался беспартийным, не будучи связанным с какой-либо политической партией.
11 февраля 1907 года избран  в Государственную думу II созыва от общего состава выборщиков Тамбовского губернского избирательного собрания. В думе оставался внепартийным, примыкая по многим вопросам к фракции кадетов.
Детали дальнейшей судьбы и дата смерти неизвестны.

### Рекомендуемые источники
- Буланова Л .В, Токарев Н. В. Представители тамбовского крестьянства - депутаты Государственной думы I-IV созывов // Общественно-политическая жизнь Российской провинции XX века. Тамбов, 1991. Выпуск 2;
- Земцов Л. И. Крестьяне Центрального Черноземья в Государственной думе I созыва // Крестьяне и власть. Тамбов, 1995;

### Архивы
- Российский государственный исторический архив. Фонд 1278. Опись 1 (2-й созыв). Дело 313.